# Gröbzig
Cet article court présente un sujet plus développé dans : Südliches Anhalt.
Gröbzig est une ville de Saxe-Anhalt, en Allemagne. Depuis septembre 2010, elle fait partie de la ville de Südliches Anhalt, dans l’arrondissement d'Anhalt-Bitterfeld.

## Personnalités liées à la ville
- Diederich von dem Werder (1584-1657), traducteur né à Werdershausen.
- Leopold Friedrich Ludwig von Wietersheim (1701-1761), général né et mort à Wörbzig.
- Heymann Steinthal (1823-1899), linguiste né à Gröbzig.